# Fiordo di Ussing

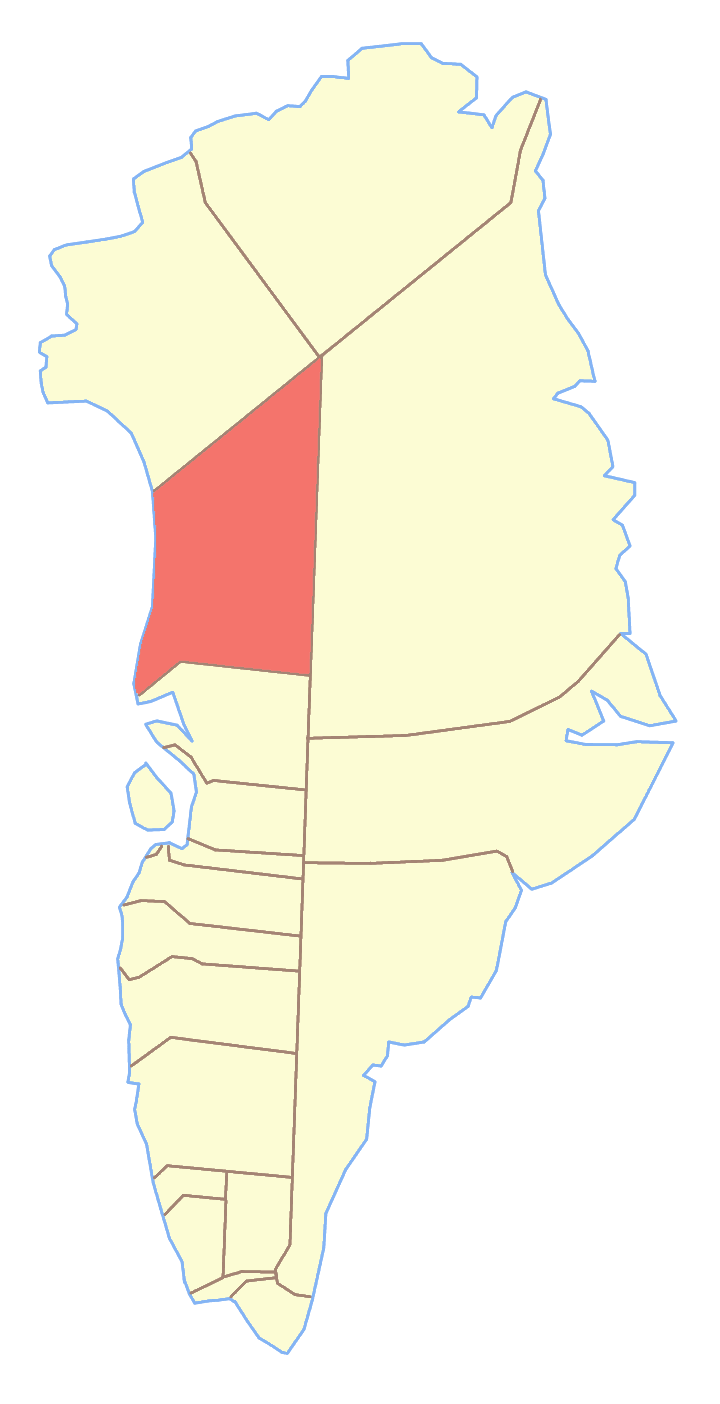
Ex comune di Upernavik, dove si trovava il fiordo di Ussing

Il fiordo di Ussing (danese Ussing Isfjord) è un fiordo della Groenlandia di 30 km. Si trova a 73°55'N 56°05'O; appartiene al comune di Avannaata.